# اچ‌ام‌اس کورومندل (۱۷۹۵)
اچ‌ام‌اس کورومندل (۱۷۹۵) (به انگلیسی: HMS Coromandel (1795)) یک کشتی بود که طول آن ۱۶۹ فوت ۰ اینچ (۵۱٫۵۱ متر) بود. این کشتی در سال ۱۷۹۵ ساخته شد.